# Waldo's People
Waldo's People é uma banda filandesa, que toca Eurodance.

## Festival Eurovisão da Canção
Os Waldo's People foram escolhidos pela Finlândia, para representar o país em Moscovo, Rússia, no Festival Eurovisão da Canção 2009.

## Discografia

### Álbuns
- Waldo's People (RCA/Blue Bubble 1998)
- No Man's Land (RCA 2000)
- Greatest Hits (Sony BMG 2008)
- Paranoid (Sony BMG 2009)

### Músicas
- "U Drive Me Crazy" (RCA/Blue Bubble 1998)
- "I Dream" (RCA/Blue Bubble 1998)
- "Let's Get Busy" (RCA/Blue Bubble 1998)
- "No Man's Land" (RCA 2000)
- "1000 Ways" (RCA 2000)
- "1000 Ways (Remixes)" (RCA 2000)
- "Bounce (To The Rhythm Divine)" (RCA 2000)
- "Back Again" (Sony BMG 2008)
- "Emperor's Dawn" (Sony BMG 2008)
- "Lose Control" (Sony BMG 2009)